# 遊演体
遊演体（ゆうえんたい）は、1987年に設立された日本のゲーム製作会社である。プレイバイメール（PBM)、テーブルトークRPG（TRPG）、PCゲームの製作などを行っていた。足立旬一が設立。門倉直人が代表的な所属デザイナーであった。
設立してすぐに、日本初の商業プレイバイメール『ネットゲーム88』を企画・運営した。ただし、プレイバイメールという名称は当時まだ一般化しておらず、遊演体は自社の運営する郵便媒体のゲームについて、一貫して「ネットゲーム」という呼称を使用した。以後、同社は1990年から1998年にかけて、毎年のように1年スパン（『蓬萊学園の休日！』を除く）のネットゲームを開催した。
また、同社はボックス版のTRPGも手がけていた。まずは設立と同時に、かつて門倉直人が製作し、ツクダホビーから発売されたファンタジーTRPG『ローズ・トゥ・ロード』の新版作成を発表し、1989年から『ビヨンド・ローズ・トゥ・ロード』の展開を開始した。さらに1991年夏には、『ネットゲーム90 蓬萊学園の冒険！』の世界観を引き継ぐTRPG『蓬萊学園の冒険!!』を発売。同年4月に設立された「蓬萊学園ファンクラブ」の機関誌を投稿し、プレイヤーや小説読者の投稿と連動する「テーブルネット」を展開した。
1998年頃に中核スタッフの大半が退社してしまってからはあまり目立った事業活動は見られないが、蓬萊学園などのコンテンツの管理を行っている。

## 沿革
- 1988年 - 「有限会社 遊演体」として設立。
- 1991年 - 遊演体分室を開設、ネットゲーム事業部を設置。
- 1992年 - 「有限会社 遊演体」から「株式会社 遊演体」に登記変更。「遊演体神田事務所」を開設。編集業務の強化を図る。
- 1996年 - 分室を閉鎖し、本社機能と合わせ新事務所を設置。
- 1998年 - 多数のメンバーが退社。神田事務所も株式会社「アークライト」として独立する。ネットゲーム事業部は本部に移転・統合するも同年の『ネットゲーム98 〜星空までは何マイル?』を最後にPBMは行われていない。小泉雅也が代表取締役社長に就任。

## 遊演体が運営した主なプレイバイメール
- ネットゲーム88
- ネットゲーム90 蓬萊学園の冒険!
- ネットゲーム91 那由他の果てに
- ネットゲーム93 夜桜忍法帖／女神たちの黙示録&狼たちの決死圏
- ネットゲームS94 蓬萊学園の休日!
- ネットゲーム95 鋼鉄の虹 〜Die Eisenglorie〜
- ネットゲーム96 こうもり城へようこそ!
- ネットゲーム97 勇者110番 -Call To Brave-
- 映画祭殺人事件～蛍坂純情探偵団
- ネットゲーム98 星空までは何マイル?

基本的に1年間（12回）の規模で行なわれるが『蓬萊学園の休日』及び『映画祭殺人事件』は半年（6回）の規模であり、そのため『蓬萊学園の休日』には「S」の表記がある。また『映画祭殺人事件』は懸賞金付きミステリとなっている。

## 遊演体が製作した主なテーブルトークRPG
- 蓬萊学園の冒険!!
- ビヨンド・ローズ・トゥ・ロード
- ファー・ローズ・トゥ・ロード
- 鋼鉄の虹 パンツァーメルヒェンRPG
- 蓬萊学園RPG-蓬萊83分署
- 夜桜忍法帖 〜卓上血風録〜

## 過去に所属していた主なクリエイター
- 有坂純
- 伊豆平成
- 岩清水新一
- 大塚超太郎
- 門倉直人
- 甲斐甲賀
- 賀東招二
- 木村航（茗荷屋甚六）
- 小泉雅也
- 桜井光
- 新城カズマ（柳川房彦）
- 司史生
- 高尾登山
- 高崎とおる
- 坂東真紅郎（板東入鹿）
- 星空めてお
- 森崎文士亭
- 水無神知宏
- 睦月たたら
- 劉龍嶺
- 禾刀郷
- 希
- 原聖（みゃあ）
- 丈月城[2]